# Charles-Joseph Bresson

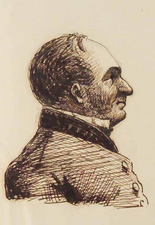
Charles-Joseph Bresson

Charles-Joseph, comte Bresson (* 27. März 1798 in Épinal (Vosges); † 2. November 1847 in Neapel) war ein französischer Diplomat und Politiker. Er war ein Vertrauter des „Bürgerkönigs“ Louis-Philippe I.

## Leben
Charles-Joseph Bresson, dessen Vater François-Léopold Bresson unter Napoleon Divisionschef im Außenministerium war, stammte aus einer lothringischen Familie. Er begann seine diplomatische Laufbahn während der Restauration. Vom Marineminister Hyde de Neuville zum französischen Geschäftsträger im jungen Freistaat Kolumbien befördert, betrieb er dort die Pläne einer antirepublikanischen Partei, die einen französischen Prinzen zum König begehrte. Nur die Rücksicht der französischen Bourbonen gegen die spanischen unterdrückte die bereits eingeleiteten Unterhandlungen.
Für die europäische Politik wurde Bressons Tätigkeit erst nach der Julirevolution von 1830 und zunächst in der Schweiz in Anspruch genommen, deren Tagsatzung er in einer außerordentlichen Sendung die Thronbesteigung Louis-Philippes I. anzuzeigen hatte. Nach seiner Rückkehr wurde er erster Sekretär bei der von Talleyrand geführten französischen Gesandtschaft in London und erhielt Anfang November 1830 den Auftrag, mit dem englischen Gesandtschaftssekretär Cartwright der provisorischen belgischen Regierung die Beschlüsse der Londoner Konferenz vorzulegen. Er wirkte besonders bei der Beilegung der belgisch-holländischen Auseinandersetzungen. Auch knüpfte er erfolgreich die Verbindung des neuen Königs der Belgier, Leopold I., mit der Prinzessin Louise von Orléans, der ältesten Tochter von Louis-Philippe I. Dadurch stieg er sehr in der Gunst des französischen Königs und soll damals der Geliebte der Gräfin Le Hon, der Gattin des belgischen Botschafters in Paris, gewesen sein.
Nachdem Bresson sein diplomatisches Talent so glänzend bewiesen hatte, ging er 1833 als Geschäftsträger mit dem Titel eines Ministre plénipotentiaire nach Berlin. Auch in dieser schwierigen Stellung bewährte er sich. Der völlige Umschwung der diplomatischen Verhältnisse zwischen Frankreich und Preußen, die freundschaftliche Annäherung zweier Höfe, deren Beziehungen gegen Ende 1832 noch äußerst gespannt gewesen waren, wurde durch ihn zustande gebracht. Am 10. November 1834 wurde er zum französischen Außenminister im kurzlebigen, nur wenige Tage währenden Ministerium Maret ernannt, traf aber vor dessen Sturz noch nicht einmal in Paris ein. So blieb er in Berlin und verhandelte erfolgreich die Vermählung des Herzogs von Orléans mit der Prinzessin Helene von Mecklenburg-Schwerin, wodurch der neue Bund zwischen Frankreich und Preußen besiegelt wurde. Anlässlich der Hochzeit des Herzogs erhob Louis-Philippe I. Bresson im Mai 1837 zum Grafen und Pair von Frankreich. Auch 1839 wurde Bresson bei der Bildung des neuen Ministeriums erwähnt.
1841 nach Paris berufen, um über das Projekt der Befestigung von Paris sein Urteil abzugeben, sprach Bresson sich in einer denkwürdigen parlamentarischen Rede für dessen Notwendigkeit aus, wobei er die volksfeindlichen Motive hierfür nicht verhehlte. Von Paris ging er 1844 als französischer Gesandter nach Madrid und brachte im Oktober 1846 die Doppelhochzeit der spanischen Königin Isabella II. mit Francisco de Asís de Borbón und von Isabellas Schwester Luisa Fernanda mit dem Herzog von Montpensier zustande. Bei den dabei notwendigen schwierigen Heiratsverhandlungen waren die französischen Interessen jenen Englands stark entgegengesetzt gewesen und Bresson hatte manchmal die unredlichen Manöver des britischen Botschafters in Spanien, Henry Bulwer-Lytton, durchkreuzen müssen.
Nach seiner Rückberufung 1847 ging Bresson für einige Wochen nach London, angeblich um sich persönlich zu überzeugen, ob seine von ihm gewollte Ernennung zum dortigen französischen Gesandten beim britischen Kabinett auf Hindernisse stieß. Er soll bei Lord Palmerston eine sehr freundliche Aufnahme gefunden und auf diese das Verlangen gegründet haben, den gewünschten Gesandtschaftsposten zu erhalten.
Im Sommer 1847 erfolgte aber Bressons Berufung zum Gesandten in Neapel. Hier waren die Verhältnisse ungünstig, denn das französische Geschwader, das er dort zu finden erwartete, war bereits abgesegelt, und im Hafen lag eine englische Flotte. Der König wollte ihn anfangs in Portici empfangen, bewilligte ihm aber auf sein dringendes Ansuchen eine Audienz in der Residenz selbst, die äußerlich sehr glänzend ausfiel. Später zeigte er sich verstimmt und aufgeregt, doch wohnte er noch am 31. Oktober 1847 einer Gesellschaft bei dem spanischen Gesandten bei und besuchte am Abend des 1. November das Theater. In derselben Nacht hörte seine Gemahlin um fünf Uhr morgens in seinem Schlafzimmer ein ungewöhnliches Geräusch, eilte herbei und fand ihn blutüberströmt am Fußboden liegend. Er hatte sich mit einem Rasiermesser den Hals durchschnitten. Die Motive für diese Tat werden sehr verschieden angegeben. So soll eine mentale Störung Bressons, das Scheitern ehrgeiziger Pläne oder häuslicher Kummer den Selbstmord hervorgerufen haben. Bresson hinterließ einen Sohn aus erster Ehe, eine Witwe und einen Sohn aus zweiter Ehe, François-Paul-Ferdinand-Philippe Bresson, Herzog von Santa Isabel (* 1844; † 1863).